# Мосини (Сондрио)
Мосини је насеље у Италији у округу Сондрио, региону Ломбардија.
Према процени из 2011. у насељу је живело 542 становника. Насеље се налази на надморској висини од 453 м.